# Malacoraja kreffti
Malacoraja kreffti är en rockeart som först beskrevs av Stehmann 1978.  Malacoraja kreffti ingår i släktet Malacoraja och familjen egentliga rockor. IUCN kategoriserar arten globalt som livskraftig. Inga underarter finns listade i Catalogue of Life.